# Opharus omissoides
Opharus omissoides är en fjärilsart som beskrevs av De Toulgoët 1981. Opharus omissoides ingår i släktet Opharus och familjen björnspinnare. Inga underarter finns listade i Catalogue of Life.